# Iglesia de San José (Popayán)
La Iglesia de la Compañía de Jesús más conocida como la Iglesia de San José, es un templo católico ubicado en el sector del centro histórico de Popayán en la esquina de la Carrera 8 con Calle 5 (llamadas antiguamente las calles de La Compañía y de El Seminario), que perteneció a la Compañía de Jesús hasta 1767 cuando fueron desterrados por mandato real del monarca español. Es una joya arquitectónica de Popayán y fue declarada Monumento Nacional de Colombia mediante Decreto 2248 11-XII-1996. Junto con su obra mueble. Está adscrita a la Arquidiócesis de Popayán y funciona como capilla para la Fundación Universitaria de Popayán.

## Historia
El terremoto del 2 de febrero de 1736 arruinó la primera iglesia de la Compañía de Jesús en esta ciudad. Los Jesuitas, en pleno apogeo de esa época, quisieron reemplazar su primitiva iglesia por un magnífico templo pues disponían de los fondos suficientes para hacerlo. Trajeron al jesuita arquitecto alemán Simón Schenherr, pero ya había encontrado plantados los cimientos de la nueva iglesia de una construcción muy sólida y costosa sobre los cuales levantó la iglesia de estilo jónico con tendencias al Barroco y el Herreriano. Este templo perduró hasta el terremoto del 31 de marzo de 1983. El mismo había sido planeado con dos torres, pero cuando fueron expulsados los Jesuitas en 1767 faltaba por construir una.
Los retablos del crucero datan de 1756 y son los más antiguos del templo. Estos fueron construidos por un tallista anónimo de origen quiteño. Para la reconstrucción de este templo después del terremoto de 1736, la marquesa de San Miguel de la Vega, doña Dionisia Pérez Manrique, dio cuarenta mil pesos y tras su muerte en 1744 cedió casi todo su patrimonio a los jesuitas. 
En la torre se colocaron seis sonoras campanas. El ladrillo para la reconstrucción, se fabricó en el llano de Pandiguando y la cal fue traída de las minas de la hacienda de los Cerrillos, de propiedad de la Compañía de Jesús, en ese entonces. Estos materiales resultaron de baja calidad y la iglesia se sostuvo hasta 1983 debido a los cimientos que tenía con abundantes barras de hierro. 
A raíz de la demolición de la catedral en 1785 por el peligro que implicaban, la iglesia de la Compañía funcionó como Vice-Catedral. También estuvo en manos de la Congregación del Santísimo Redentor por más de 100 años.
El terremoto de marzo de 1983 causó gravísimos daños al templo, este fue el más afectado de todos por el colapso total de los techos.

## Cofradías
Una tradición traída desde España, las cofradías coloniales surgieron por la necesidad de los fieles de agruparse en organizaciones en torno a una advocación de su devoción con el fin de promover su veneración, preservar su imagen tutelar y realizar las correspondientes fiestas patronales.
En la iglesia de la Compañía de Jesús desde sus etapas más primitivas, fueron fundándose juntas que tuvieron como sede este templo, al mismo tiempo que nuevas devociones llegaban al recinto.
Se tiene constancia de las siguientes cofradías:
- Cofradía de San José. (Patrono actual de la Iglesia)
- Cofradía del Amo Sacramentado (Corpus Christi)
- Cofradía de Nuestra Señora de Loreto.
- Cofradía de Santa Bárbara. (Estableciéndose aquí durante uno de los periodos en el que San José fue catedral pro tempore)[3]

Lastimosamente casi la totalidad de las cofradías que algún día contaron con su sede en la iglesia en la actualidad ya no existen más, debido a diversos factores como la independencia, la expulsión de los jesuitas del Virreinato de la Nueva Granada o las guerras civiles que conllevaron la emigración de las familias ricas.

## Arquitectura

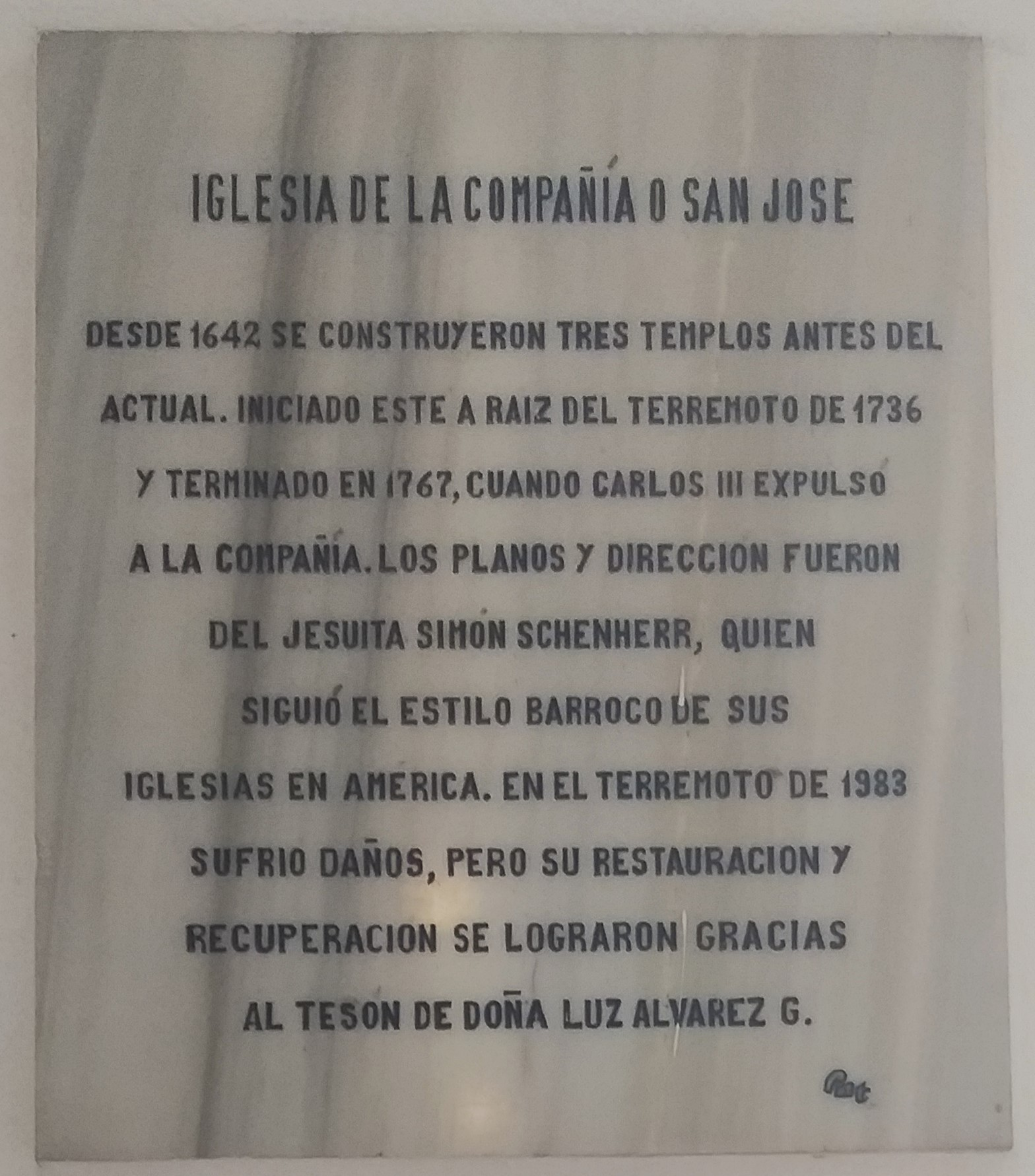
Placa conmemorativa a la historia de San José

La planta corresponde al tipo seguido por los Jesuitas en la América; nave central y capillas laterales, cubiertas con bóvedas de medio cañón. El crucero se realza con hermosa cúpula dotada de linterna. Apilastrado jónico con capiteles dorados con festón enguirnaldado (propio de Schenherr).  
Las pilastras se coronan con trozos de entablamento sobre los que se apoyan los arcos. Entre los pilares del crucero hay espacios achaflanados, abiertos con hornacinas. Rematadas por cornisas mixtilíneas que albergan a los Evangelistas en bulto rompiendo la tradición de colocarlos sobre las pechinas. 
La sacristía, obra también de Schenherr, sostenida por una enorme columna central de donde parten cuatro arcos que, a su vez, sostienen el pavimento de la cámara superior. En la misma sacristía está el lavamanos, sobre pilastras y que también muestra el arte del maestro alemán. 
Las portadas de las sacristías son el tercer detalle del estilo de Schenherr con molduras que son reemplazadas del estilo renacentista. Tanto la portada como el lavamanos son los dos monumentos más barrocos del arte colonial en Popayán.

## Retablos

### Altar Mayor

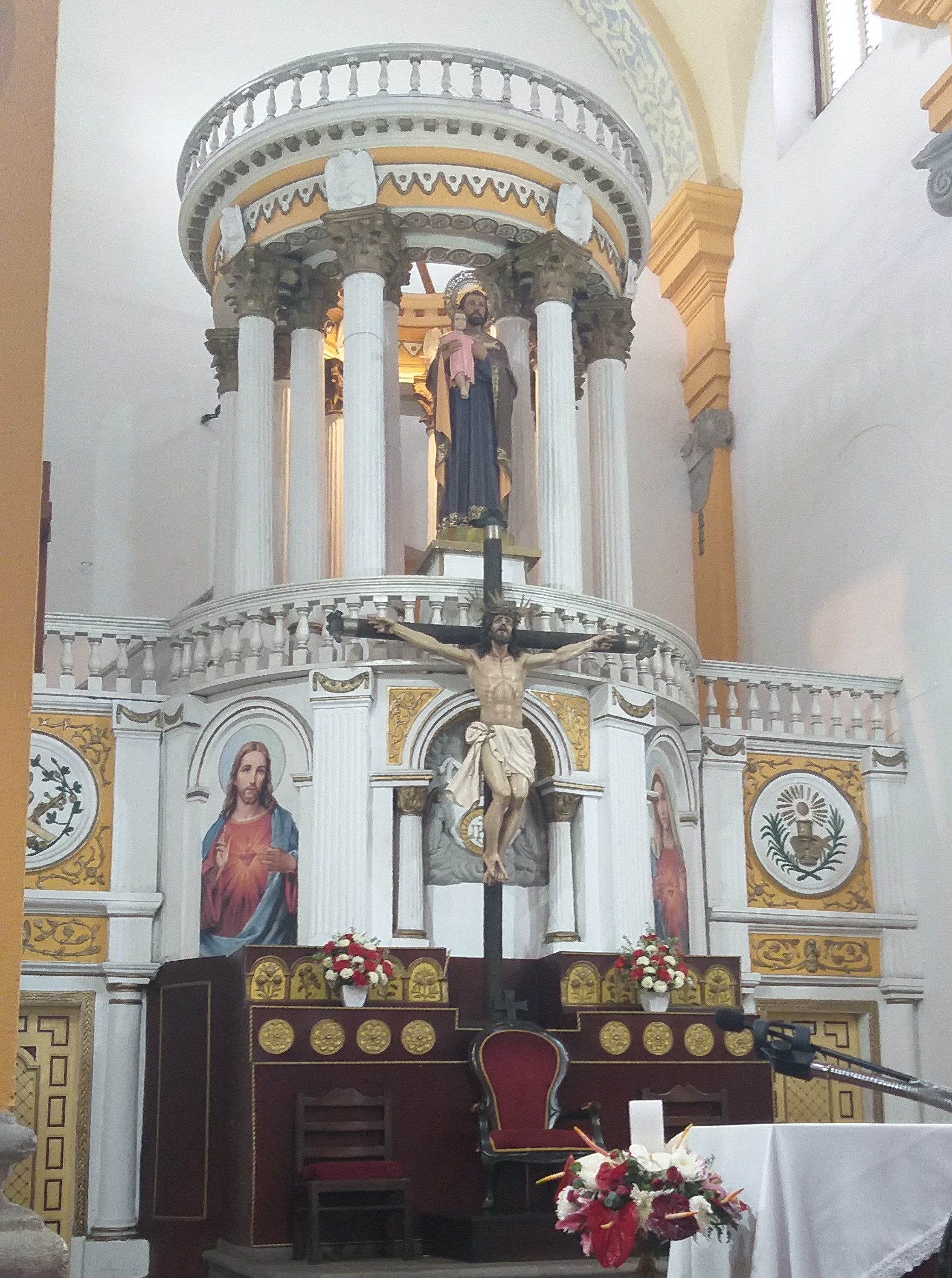
Altar mayor neoclásico de la Iglesia de San José

El retablo central ubicado en medio del presbiterio es en contraste a la arquitectura barroca de la iglesia, de un claro estilo neoclásico. Resaltan el templete circular en mármol (que rememora bastante a los que construían los romanos y griegos para su culito) que corona al antiguo altar para la celebración de la misa tridentina desde los tiempos de la culminación del templo hasta su abolición por el Concilio Vaticano II. 
En medio de todo está la imagen del patrón y advocación de este edificio santo, San José de Nazaret con el niño Jesús en sus brazos y en cuya mano derecha tiene un ramo de azucenas, la cual es una talla de elaboración contemporánea y reciente. Debajo de él está una efigie de Jesús Crucificado en sus momentos finales antes de expirar mirando a su padre en lo alto, mientras detrás se halla el monograma IHS que es el símbolo de la Compañía de Jesús.A los laterales del crucifijo están las pinturas del Sagrado Corazón de Jesús a la derecha y el del Sagrado Corazón de María ambas enmarcadas en arco de medio punto y flanqueando a ambas imágenes hay dos medallones, uno a la derecha que representa un corazón entre una cruz y el madero, mientras que el de la izquierda contiene un jarrón del cual surge una hostia con resplandores que podría representar la eucaristía.
Este retablo fue elaborado por el arquitecto Adolfo Dueñas hacia fines del siglo XIX, tras los destrozos del terremoto de 1885. (él mismo se encargó de obras como la cúpula de la Catedral de Popayán y la torre de Santo Domingo)

### Altares de la nave de la epístola

#### Capilla del Santísimo Sacramento del Altar

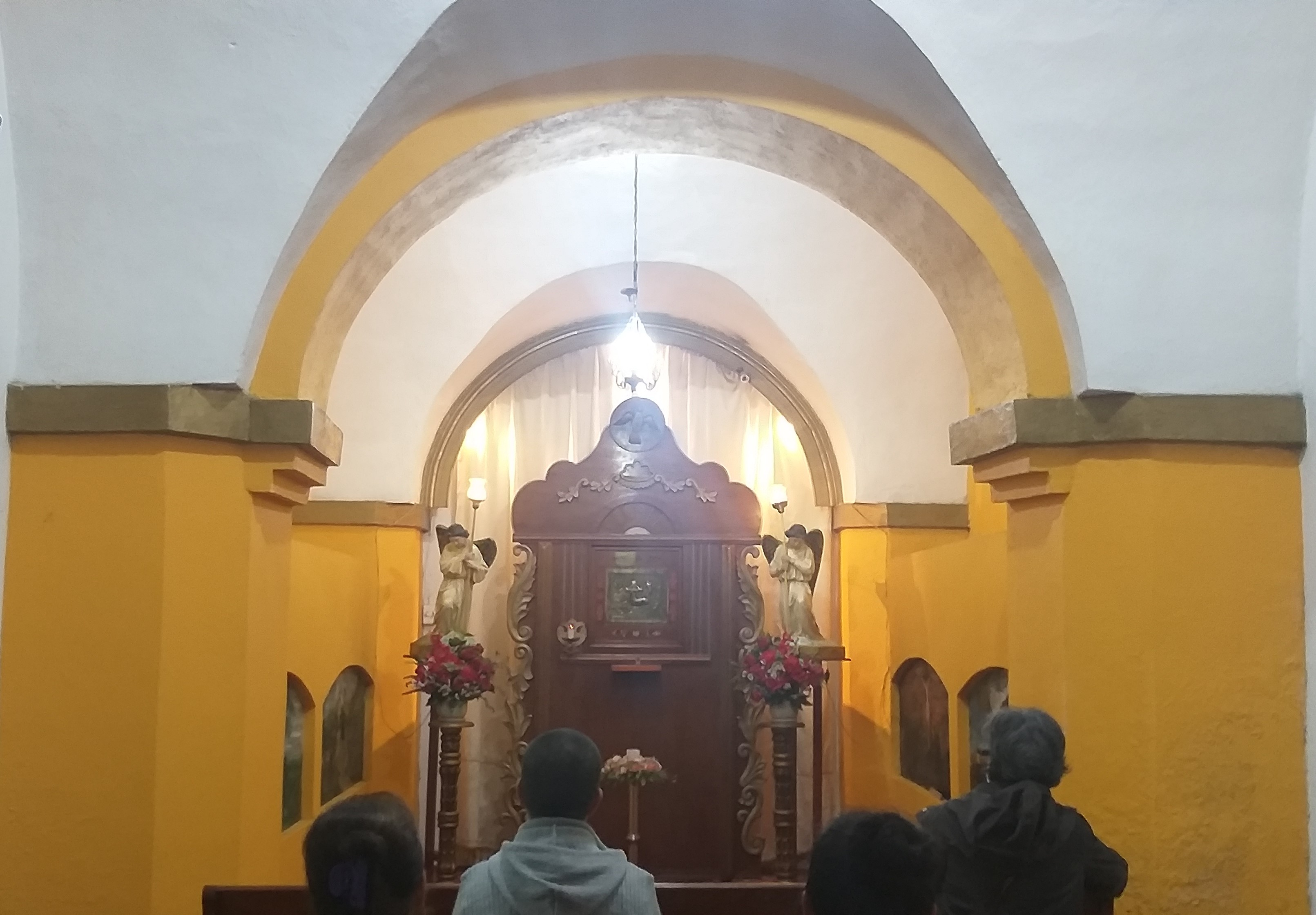
Fieles rezando ante el sagrario de San José.

Ubicada al fondo de la nave oriental o también denominada como de la Epístola, consta de un pequeño recinto formado por gruesos arcos que soportan bóvedas de arista con arcos de medio punto que las separan entre sí.
Al extremo posterior de la capilla se levanta el sagrario elaborado en madera con detalles de molduras barrocas doradas dentro del cual se guardan las hostias consagradas durante la eucaristía, a ambos lados del mismo se hallan, sobre pedestales, dos ángeles que tiene una lámpara en sus manos. 
Flanqueando al sacro conjunto existen cuatro tumbas.
Es el espacio que recibe mucha relevancia obre todo durante los actos del Jueves Santo, en torno a la solemnidad de la Última Cena y los monumentos. 

#### Retablo de Nuestro Señor Jesucristo Resucitado

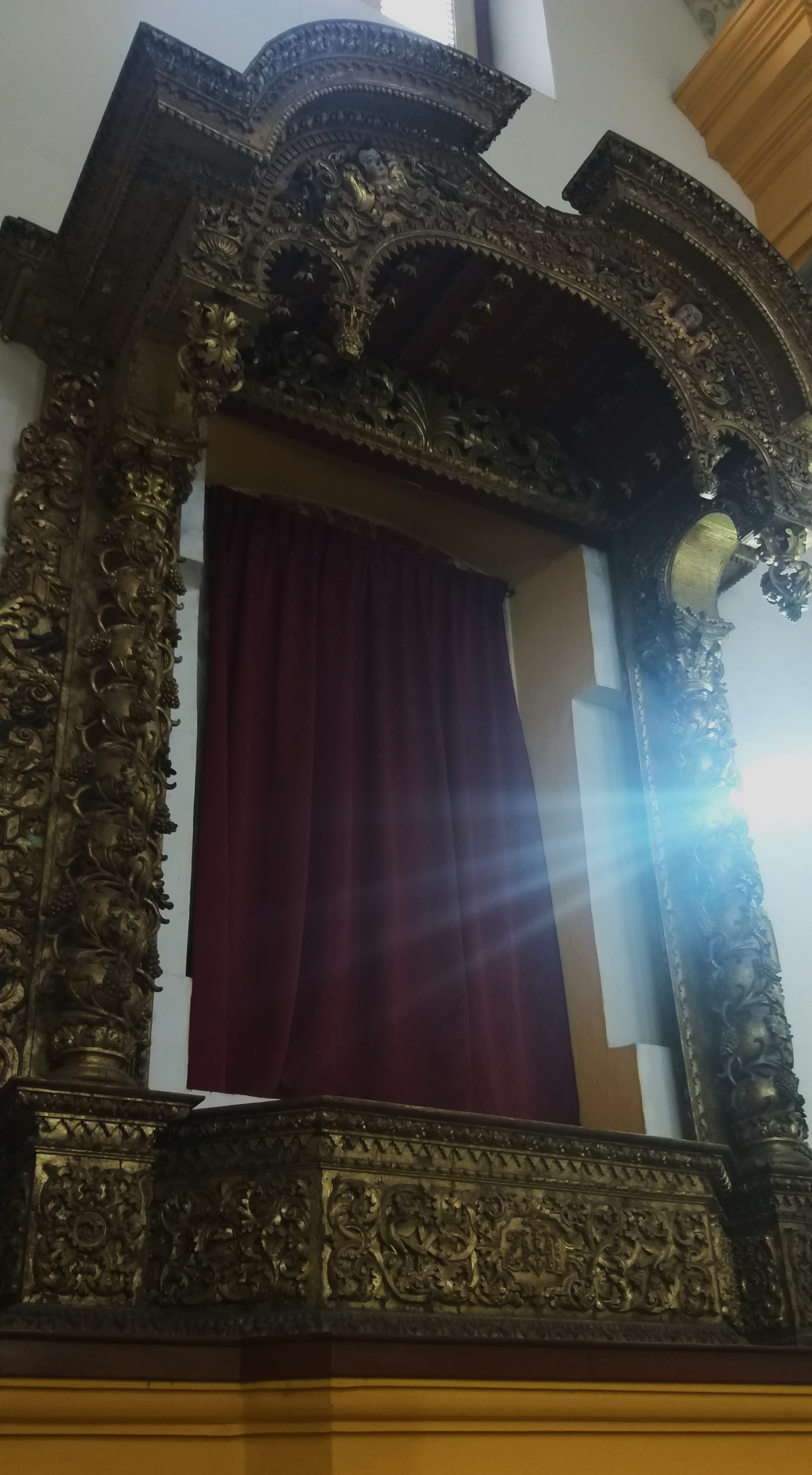
Retablo barroco de Cristo Resucitado

El primer retablo de la nave de la Epístola, que a su vez es uno de los que están en el eje oriental del crucero, es una de las obras de la escuela payanesa más destacables de todo el centro histórico. Consta de un sotabanco de ladrillo sobre la cual se alza el imponente altar, cuya estructura consta en una parte inferior que sirve como pedestal para la imagen de veneración del altar, en su centro se halla una representación del monograma JHS o IHS que quiere decir en latín: Iesus Hominum Salvator) que significa Jesús Salvador de los Hombres. Flanqueando el nicho central hay dos columnas salomónicas bordeadas por lianas de vid que sustentan el gran dosel constituido por tres arcos polilobulados de los que surgen dos querubines en pleno vuelo. 
Este retablo está fechado hacia el año de 1756, originalmente iba a pertenecer a la tercera catedral de Popayán, pero debido a las dificultades que suponía la reconstrucción a la que estaba sometida debido al violento terremoto del 2 de febrero de 1736 y como en ese entonces San José era catedral pro tempore el altar fue destinado a su custodia.
La imagen que actualmente se le rinde veneración acá es la de Nuestro Señor Jesucristo Resucitado, una obra del maestro Alcides Montesdeoca y realizada en la ciudad de San Antonio de Ibarra en el año 1998, siendo inspirada en la de la Hermandad de la Resurrección de la ciudad de Sevilla. Hoy en día este Cristo sale a procesionar en la Procesión dedicada en su honor durante la noche del Sábado Santo y con sede en la Catedral de Nuestra Señora de la Asunción. 
Aunque de igual forma en este recinto se veneran en ocasiones las imágenes de Nuestra Señora de Loreto (a quien se le dedicó una cofradía en épocas coloniales) o de Nuestra Señora de Guadalupe.

#### Retablo de San Juan Apóstol

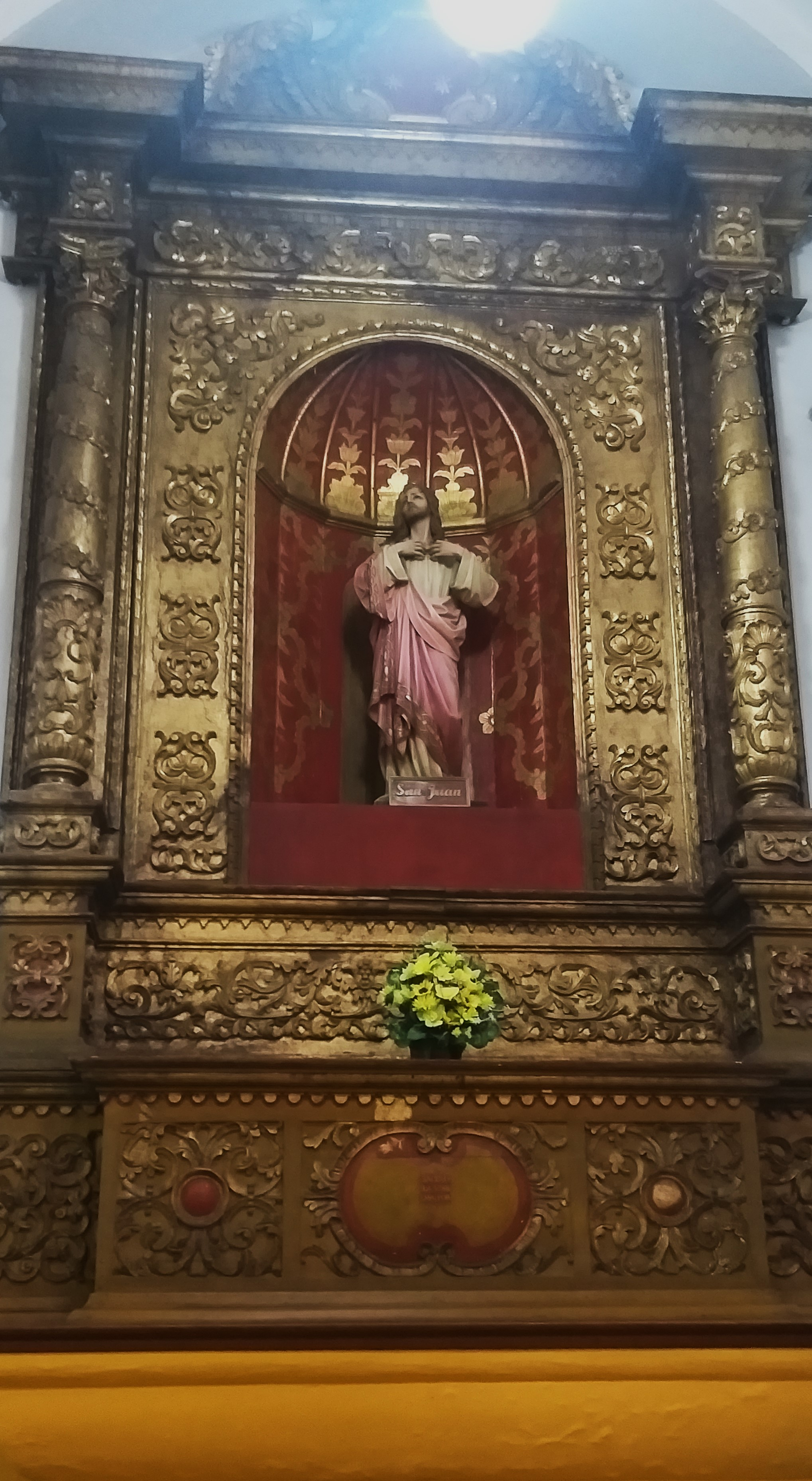
Altar con el santo apóstol y evangelista.

El segundo retablo sobre la pared del costado oriental que da hacia la Calle de la Compañía o Carrera 8 y el primero que esta propiamente dentro de la nave de la Epístola, ubicado también a la diestra de la puerta lateral de la iglesia. 
Consta de un sotabanco de color amarillo que sustenta la hermosa obra barroca que fue realizada por los maestros de la escuela de arte de la ciudad y financiado tanto por los religiosos jesuitas como los fieles particulares o organizados en las diversas cofradías.
En su parte inferior se destaca una base rectangular decorada con motivos barrocos y un espacio para una heráldica o alguna representación de un escudo en su centro, por encima de esto se levantan los basamentos de la hornacina y de las dos columnas que la flaquean
Siendo estas columnas las cuales tienen su fuste liso y estos a su vez están bordeados por lianas que llegan hasta los capiteles que son de orden compuesto y estos sustentan el arquitrabe que termina de encerrar el nicho central en forma de arco de medio punto y fondo de media cúpula.
La imagen que hoy en día se la venera en este retablo es la de San Juan, quien fue apóstol de Jesucristo y uno de los cuatro evangelistas canónicos de la fe católica, cuya solemnidad se celebra el 27 de diciembre. 

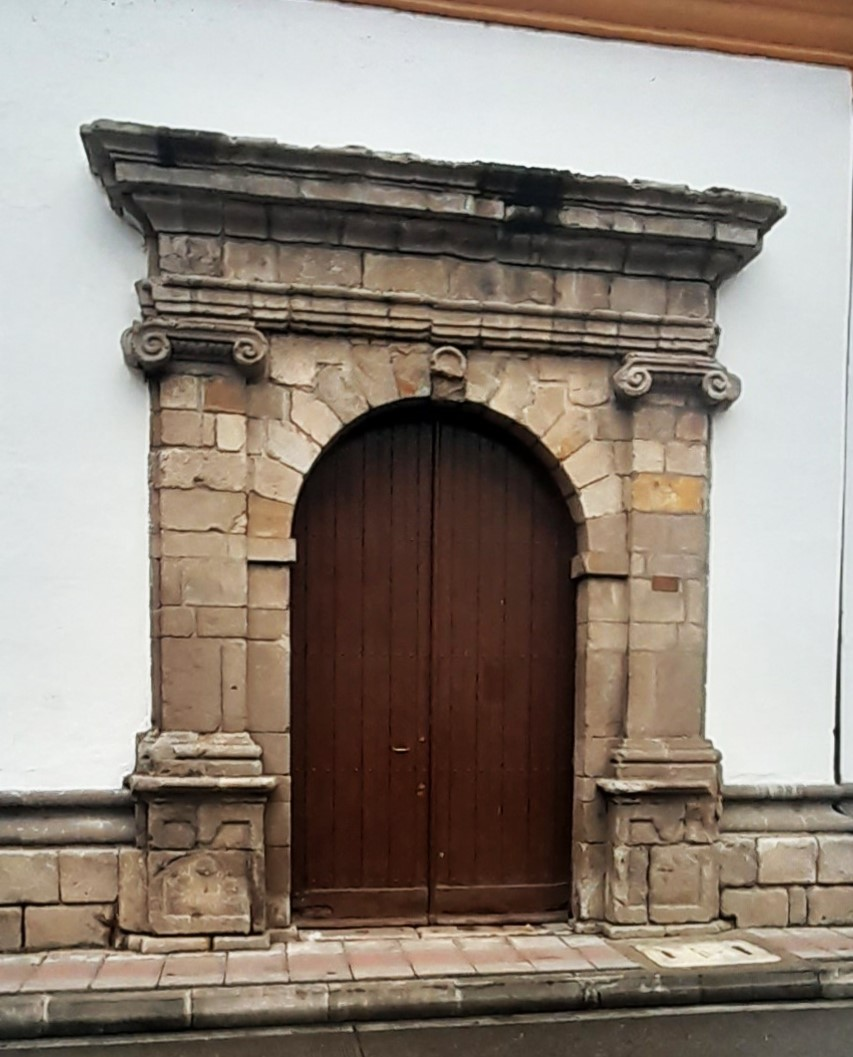
Puerta oriental de la Iglesia de San José

#### Retablo de Santa Teresita del Niño Jesús

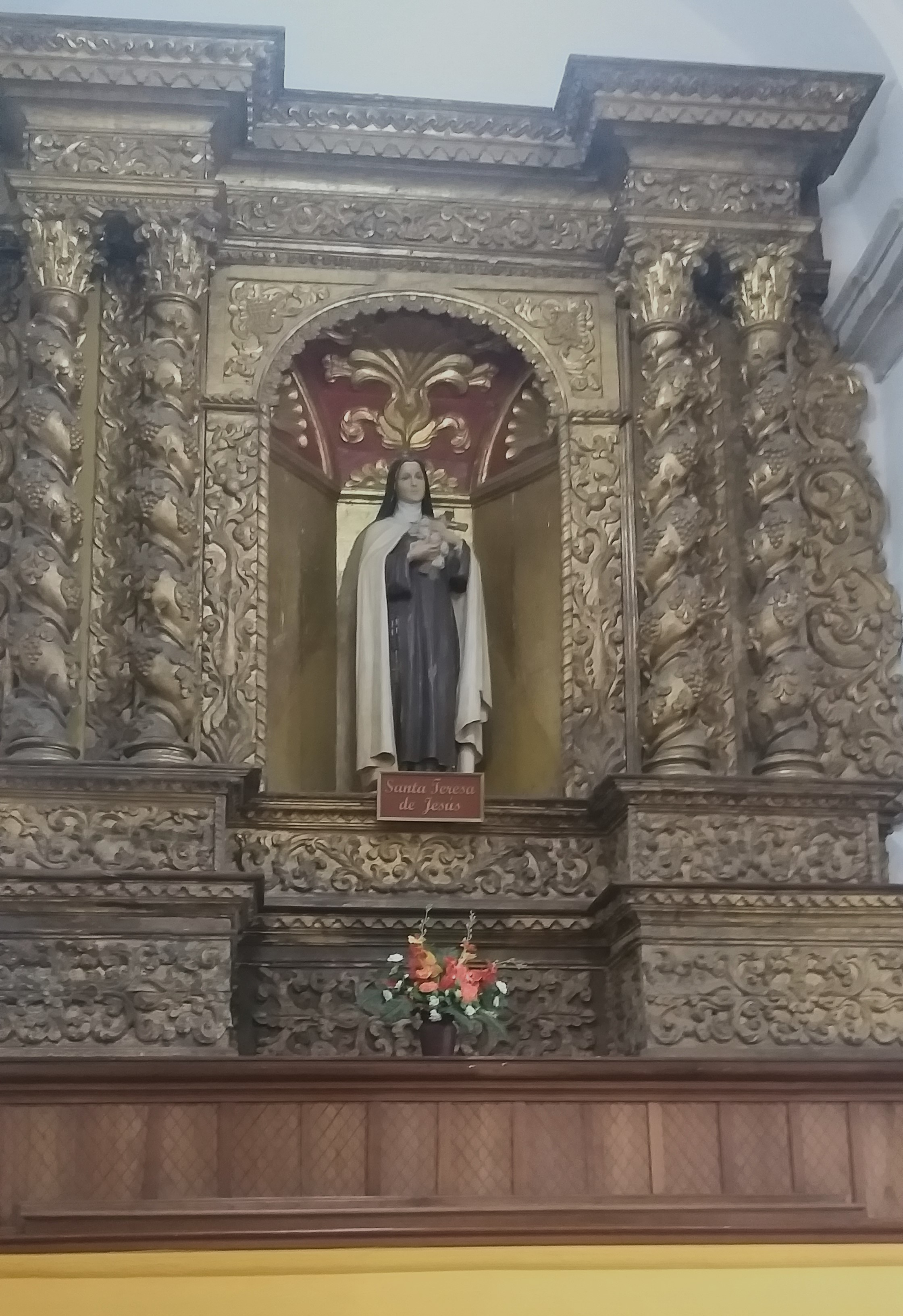
Retablo que custodia a Santa Teresita de Liseux

El tercer retablo sobre la pared del costado oriental que da hacia la Calle de la Compañía o Carrera 8 y el segundo que esta propiamente dentro de la nave de la Epístola, ubicado también a la izquierda de la puerta lateral de la iglesia.  
Tiene una constitución semejante a todos los altares del templo, los cuales cuentan con un pedestal en su parte inferior que sostiene una base que en este caso es escalonado en tres secciones, siendo la primera sin ornamentos barrocos como si los tienes las otras dos superiores. 
Las basas de los pilares se alzan en medio de la segunda sección, las cuales son columnas salomónicas geminadas pares que a lo largo de sus fustes enroscados se ciñen lianas de vides hasta los capiteles de orden compuesto al estilo barroco con el que el arquitrabe se sustenta.
La imagen a la que está venerada es la santa carmelita descalza Teresita del Niño Jesús, también conocida como Teresa de Lisieux, cuya solemnidad se celebra el 1 de octubre. Siendo considerada como una de las patronas mundiales de las misiones, acciones que caracterizaron el accionar de la Orden de la Compañía de Jesús, fundadores del templo.

#### Altar de San Roque

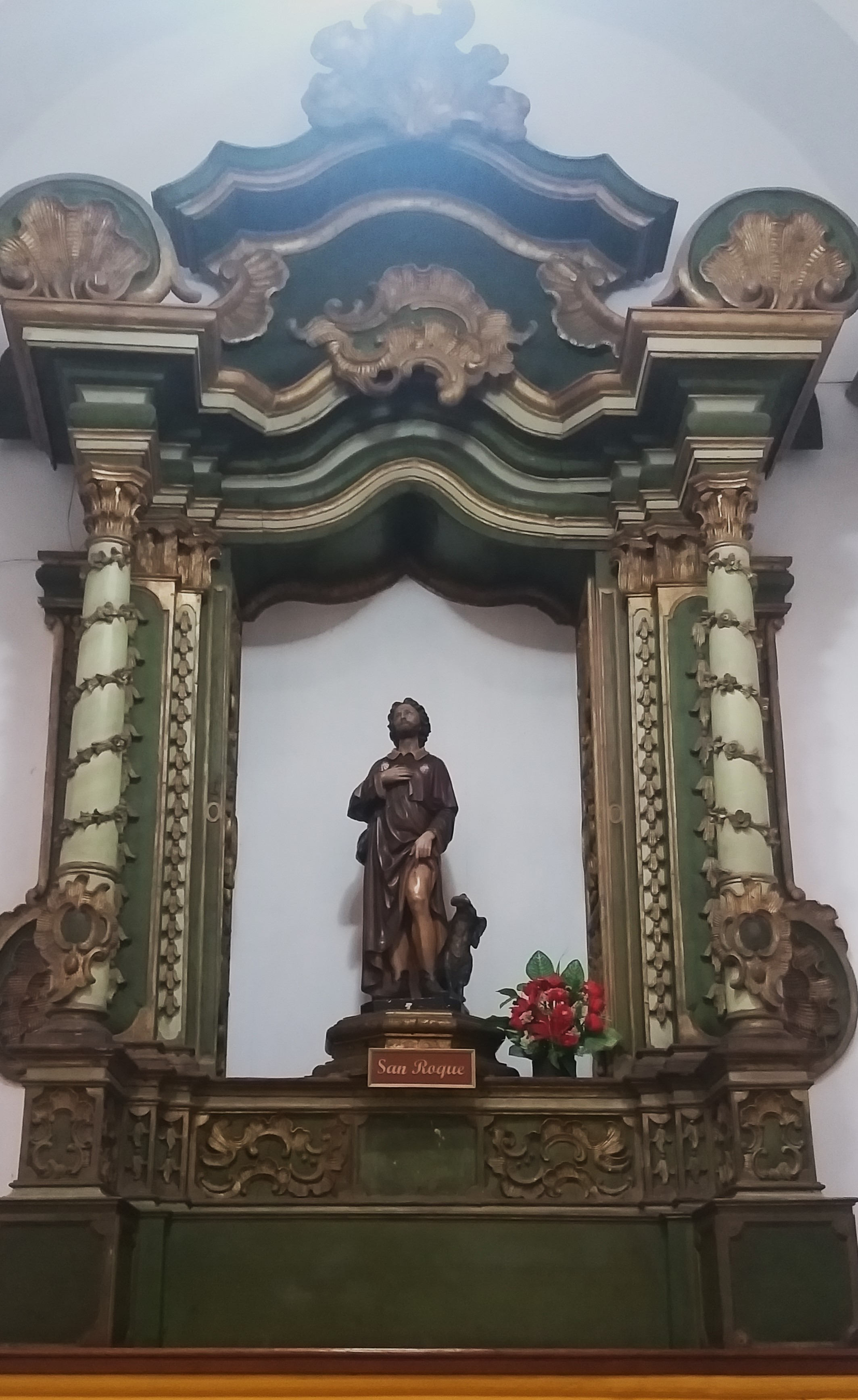
Altar con la imagen francesa de San Roque

El cuarto y último retablo sobre la pared del costado oriental que da hacia la Calle de la Compañía o Carrera 8 y el tercero que esta propiamente dentro de la nave de la Epístola, ubicado a la derecha de la entrada principal a la torre oriente de la iglesia. 
Su estructura es una de las más singulares de entre los demás altares de los demás templos del centro histórico, sustentado sobre su pedestal, la base se constituye de dos partes, la inferior no tiene mucha decoración más que su policromía verde, mientras que la superior tiene arabescos dorados de los que sobresalen las dos basas de las columnas que cuentan con su fuste liso de color marfil bordeado por lianas hasta sus capiteles de hojas de acanto, algo que rememora el neoclásico. 
El dosel que se levanta sobre el arquitrabe es una exuberante pieza barroca tardía decorada con conchas, motivos vegetales y volutas.
La imagen que se venera aquí es la de San Roque, una talla francesa procedente de La Statue Religieuse Paris Carton Romain, un taller continuador de la casa del maestro Ignaz Raffl.

### Altares de la nave del evangelio

#### Altar de los Sagrados Corazones de Jesús y María

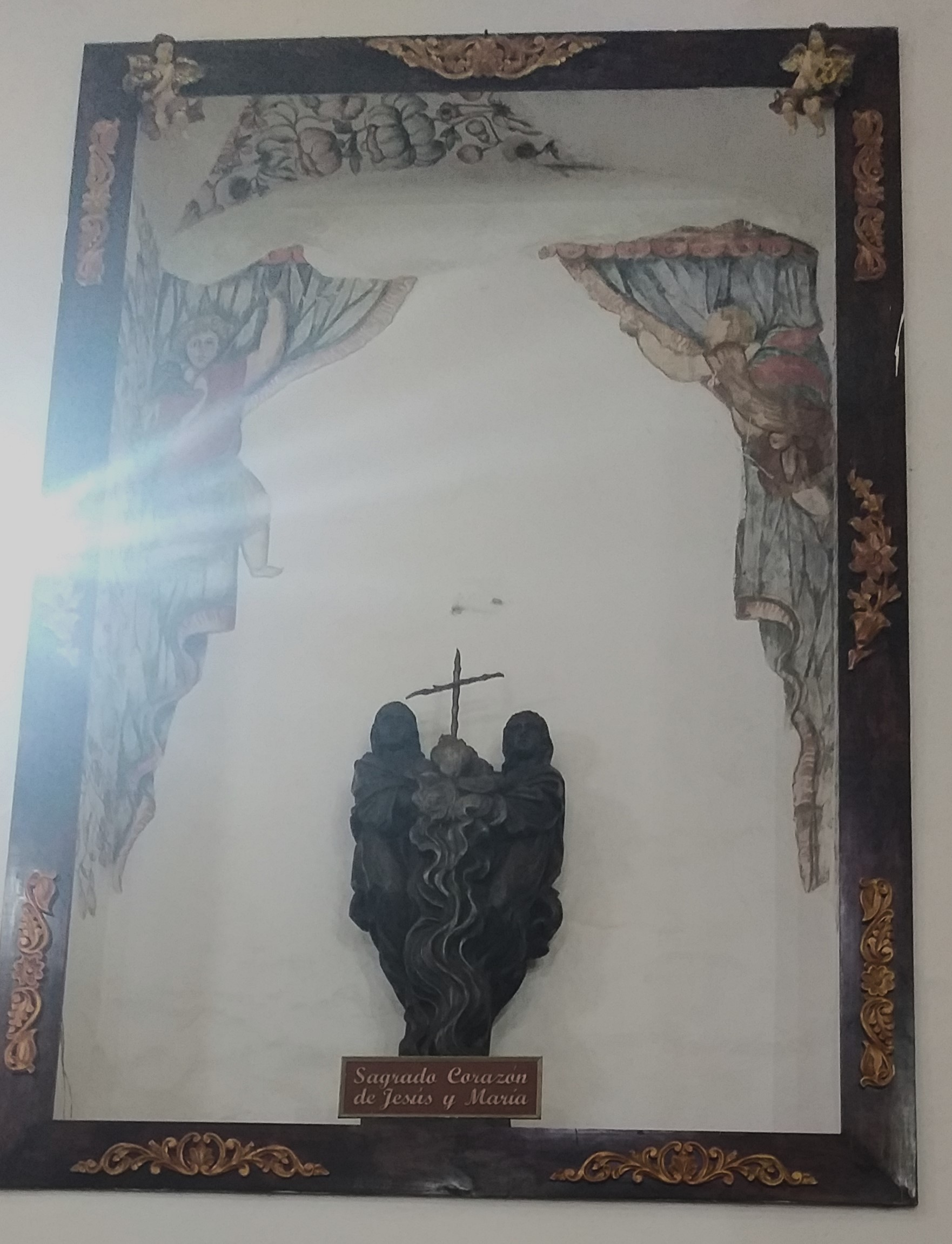
Los Santos Corazones decorados con pinturas murales y un marco con detalles dorados.

El primer retablo de la nave del Evangelio, que a su vez es uno de los que están en el eje occidental del crucero. Es el menos decorado y ornamentado de todos los que tiene en su inventario la iglesia. 
Sin embargo, eso no demerita la importancia histórica que cuenta este espacio.
Su estructura resulta ser muy simple ya que es básicamente un nicho empotrado en la pared que esta rodeado por un marco de madera a cuyos pies se alza un sotabanco de madera en donde se ponía el altar para celebrar la antigua liturgia de la misa tridentina en los tiempos coloniales en honor a la advocación religiosa a la que estuvo dedicado el recinto en sus orígenes.
Este lugar resulta ser de especial atención, dado que es uno de los pocos espacios de la iglesia que conserva aun la pintura mural original que cubría gran parte de las paredes de la iglesia y que desde 1983 se fue perdiendo, siendo desde inicios del siglo XIX, sometida a un proceso de restauración y recuperación de la poca muestra de pintura mural que sobrevive en la iglesia y que no fueron borrados por la cal o por los terremotos.
Este altar presenta a dos ángeles abriendo un par de cortinas para dar mayor jerarquía a la imagen, la cual es de los Sagrados Corazones de Jesús y de María unidos y coronados por la Santa Cruz.

#### Altar de San Gerardo María Mayela

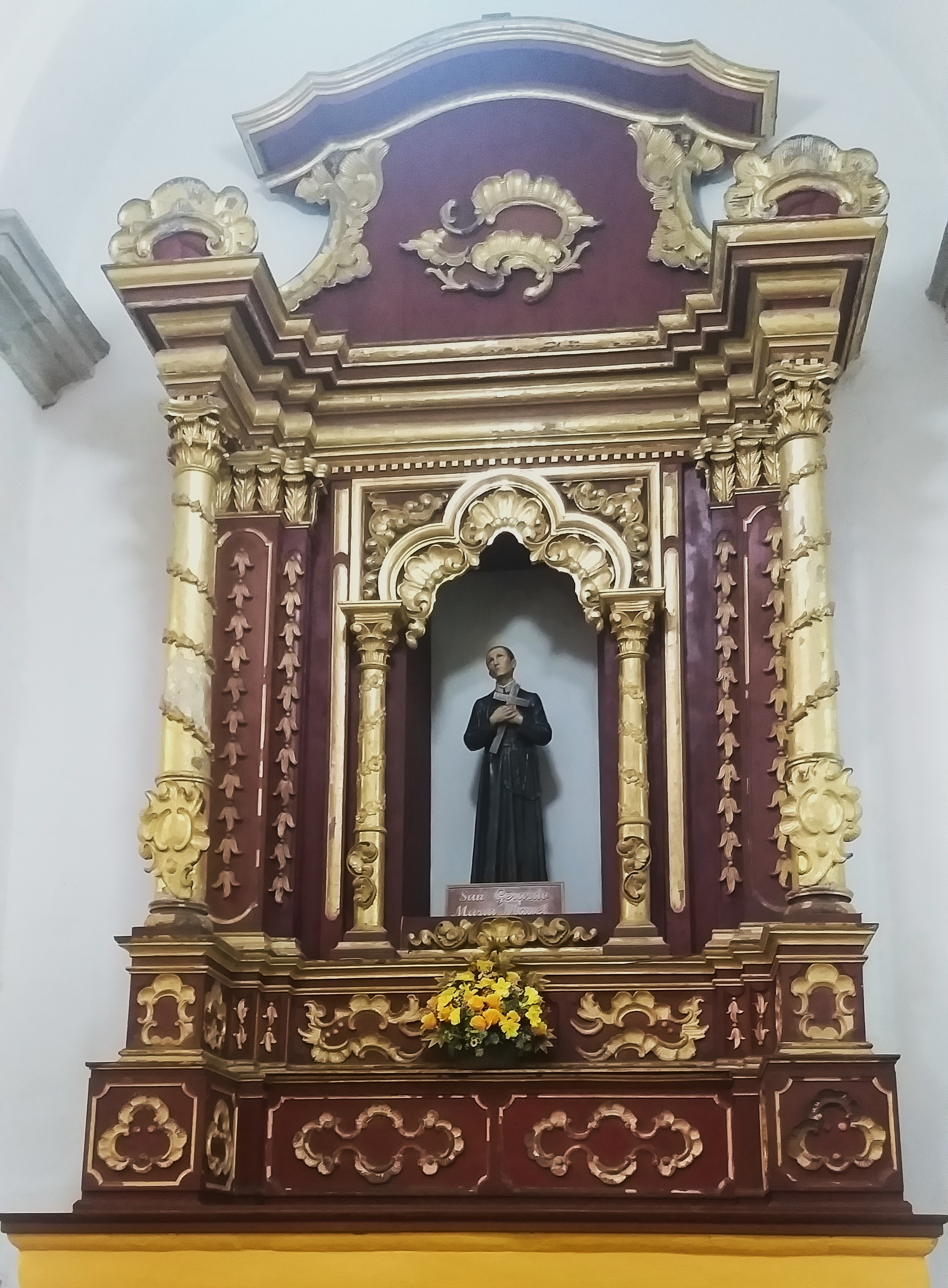
Altar barroco del santo redentorista.

El segundo retablo sobre la pared del costado occidental que da hacia el antiguo Real Seminario de San Francisco de Asís y el primero que esta propiamente dentro de la nave del Evangelio, es una de las obras más impresionantes que contiene en su inventario de inmuebles el templo. 
Se constituye en un pedestal hecha de ladrillos y de color amarillo, las dos secciones de las bases que la sustentan son de policromía roja Vinotinto y cuenta con decoraciones de motivos vegetales y de plantas cubiertos con pan de oro.
Las columnas que sustentan el arquitrabe son de fuste liso que es bordeado con lianas doradas, mientras que flanqueando a la hornacina hay otros dos pilares que son similares a los que son de mayores dimensiones, y sostienen a un arco trilobulado decorado con conchas de pan de oro.
La imagen venerada es la de San Gerardo María Mayela, un santo que fue entronizado aquí durante la época en que los redentoristas regentaban la iglesia, la solemnidad del santo se celebra el 16 de octubre.
A este santo se le atribuye el patronazgo sobre las madres embarazadas y un posterior parto feliz, además de los niños.

#### Altar de Nuestra Señora del Perpetuo Socorro

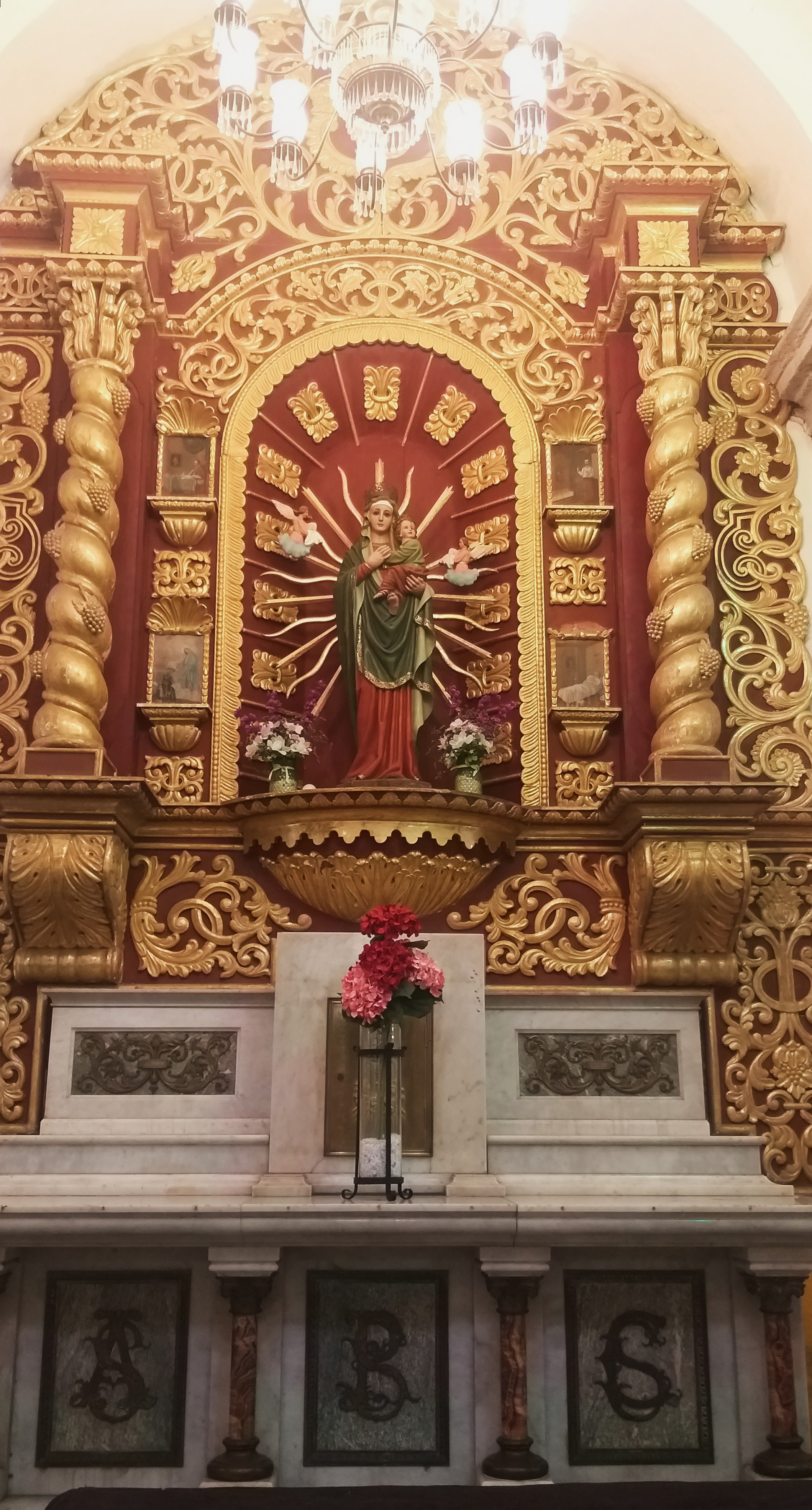
La santa patrona de los redentoristas en este hermoso retablo barroco

El tercer retablo sobre la pared del costado occidental que da hacia el antiguo Real Seminario de San Francisco de Asís y el segundo que esta propiamente dentro de la nave del Evangelio, ubicándose también diagonal a la puerta lateral de ingreso a la iglesia. Es sin duda es la obra más hermosa del templo, el altar fue elaborado en mármol que según las Crónicas de 1930 (tomo II, p.p.45 y 307), referencia a la que cita referencia el arquitecto restaurador Javier Velasco Mosquera, dice lo siguiente:
```
“La idea de hacerle a la Virgen del Perpetuo Socorro un altar de mármol, surge en 1929 con motivo de la celebración del 25.º
 
aniversario de la fundación del
convento en Popayán… (…”a fines de mayo llegó por fin el altar de mármol pedido en París al Sr. Chéret. Todas las piezas así de mármol como de cobre se hallaron en perfecto estado. Toda la Comunidad está de plácemes, pues pronto Na. Amada Madre del P. S. tendrá un altar digno de Ella Deo gratias et Mariea!”
```

El retablo fue diseñado por el artista payanés Luis Carlos Valencia Guevara, quien estuvo a cargo de la obra y contó entre los talladores con el carpintero Julio Vidal. Los trabajos del dorado con pan de oro estuvieron a cargo de la familia Rincón, (quienes firmaron como M. Rincón e hijos 1956).
La imagen de Nuestra Señora del Perpetuo Socorro que es venerada aquí tiene como procedencia el Almacén de Artículos Religiosos ''Siracusa'', ubicada en la ciudad de Santafé de Bogotá con dirección en (Carrera 6.ª núm. 13 – 45, 49) según narra la información de la peana de la escultura. Fue entronizada en la iglesia durante la época en la que los padres redentoristas regentaron el templo.

#### Altar de San Antonio de Padua

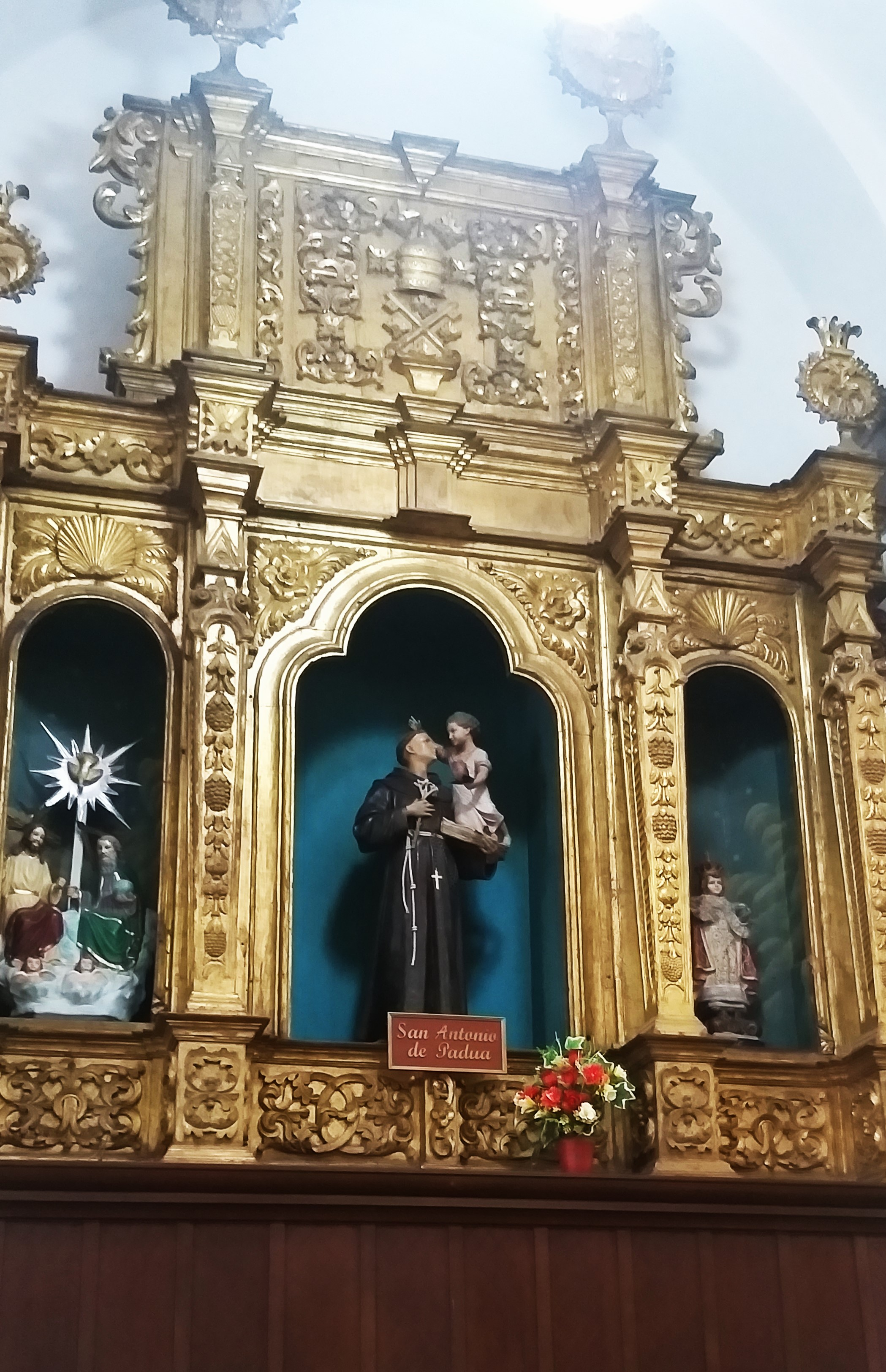
Santo franciscano flanqueado por la Santísima Trinidad y el Niño Jesús de Praga

El cuarto y penúltimo retablo sobre la pared del costado occidental que da hacia el antiguo Real Seminario de San Francisco de Asís y el tercero que esta propiamente dentro de la nave del Evangelio, es único en su estructura en toda la iglesia dado que contiene la existencia de 3 nichos (uno central mayor y dos laterales reducidos). El sotabanco cuenta con una sencilla hechura que a su vez sostiene las bases decoradas con ramas entrelazadas entre sí con hojas de acanto.
Separando las tres hornacinas entre ellas, hay cuatro columnas de tipo estípites que sustentan el remate principal que tiene como principal ornamento una triple tiara papal (la corona que usaron los pontífices desde el siglo VIII hasta el XX) y bajo la misma dos llaves entrecruzadas, conjunto el cual forma el escudo de la Santa Sede de la Iglesia Católica y del Estado de la Ciudad del Vaticano.
Las tres imágenes que presiden este retablo es:
- Principal central: San Antonio de Padua, obra de La Statue Religieuse Paris Carton Romain, contando con una imagen equivalente en la iglesia de La Baussaine, Bretaña Francesa.[9]
- Lateral izquierda: Niño Jesús de Praga, cuya solemnidad se celebra en Popayán, el último domingo de enero.
- Lateral derecha: Santísima Trinidad, cuya festividad solemne es celebrada anualmente el domingo siguiente a la festividad de Pentecostés.

#### Altar de San Francisco de Paula

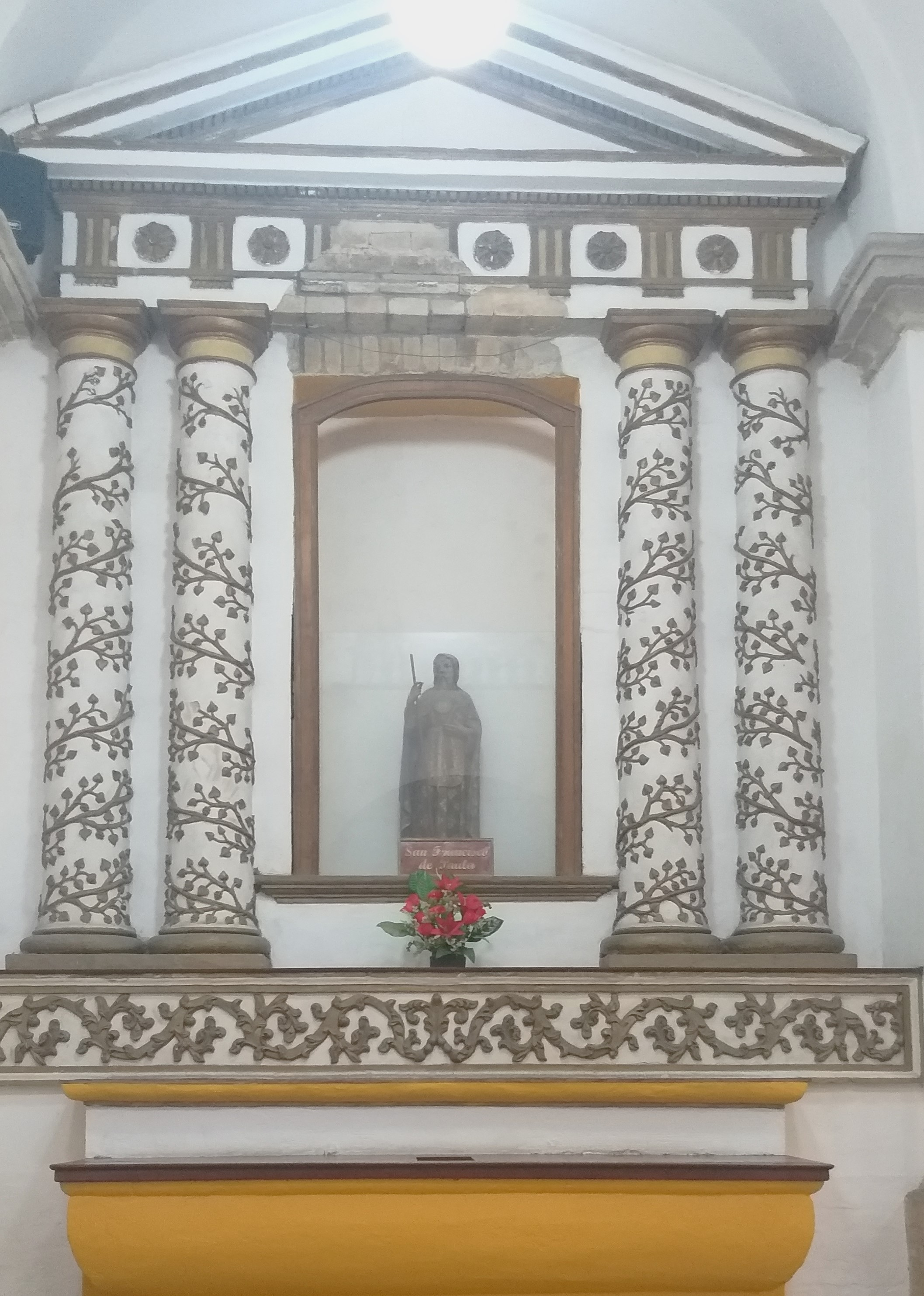
Retablo neoclásico con dobles columnas laterales.

El quinto y último retablo sobre la pared del costado occidental que da hacia el antiguo Real Seminario de San Francisco de Asís y el cuarto que esta propiamente dentro de la nave del Evangelio, ubicándose a la derecha de la entrada principal a la torre oriente de la iglesia. Se destaca por no contar con el barroco como su estilo arquitectónico como si lo es en todos los demás altares, sino que está estructurado y elaborado siguiendo las normas del Neoclásico.
Consiste en un sotabanco sencillo que servía como altar, sobre este espacio hay una base rectangular que está adornada con ramas de plantas enmarañadas y entrelazadas entre ellas que dan como resultado un bello motivo, esto sirve de sustento a dos pares de columnas geminadas de orden dórico con fuste liso que es bordeado a su vez por lianas hasta los capiteles.
El frontón triangular se asienta en las pilastras, consta de un arquitrabe en su parte inferior, de un friso con triglifos y metopas con flores doradas.
La imagen que es venerada en este recinto es la de San Francisco de Paula, una talla procedente de La Statue Religieuse Paris Carton Romain de Francia, que al parecer fue la continuación de la Casa Raffl,lo cual es constatado con dos inscripciones tanto en la peana como en un relieve localizado en la parte baja de la escultura.

## Púlpito

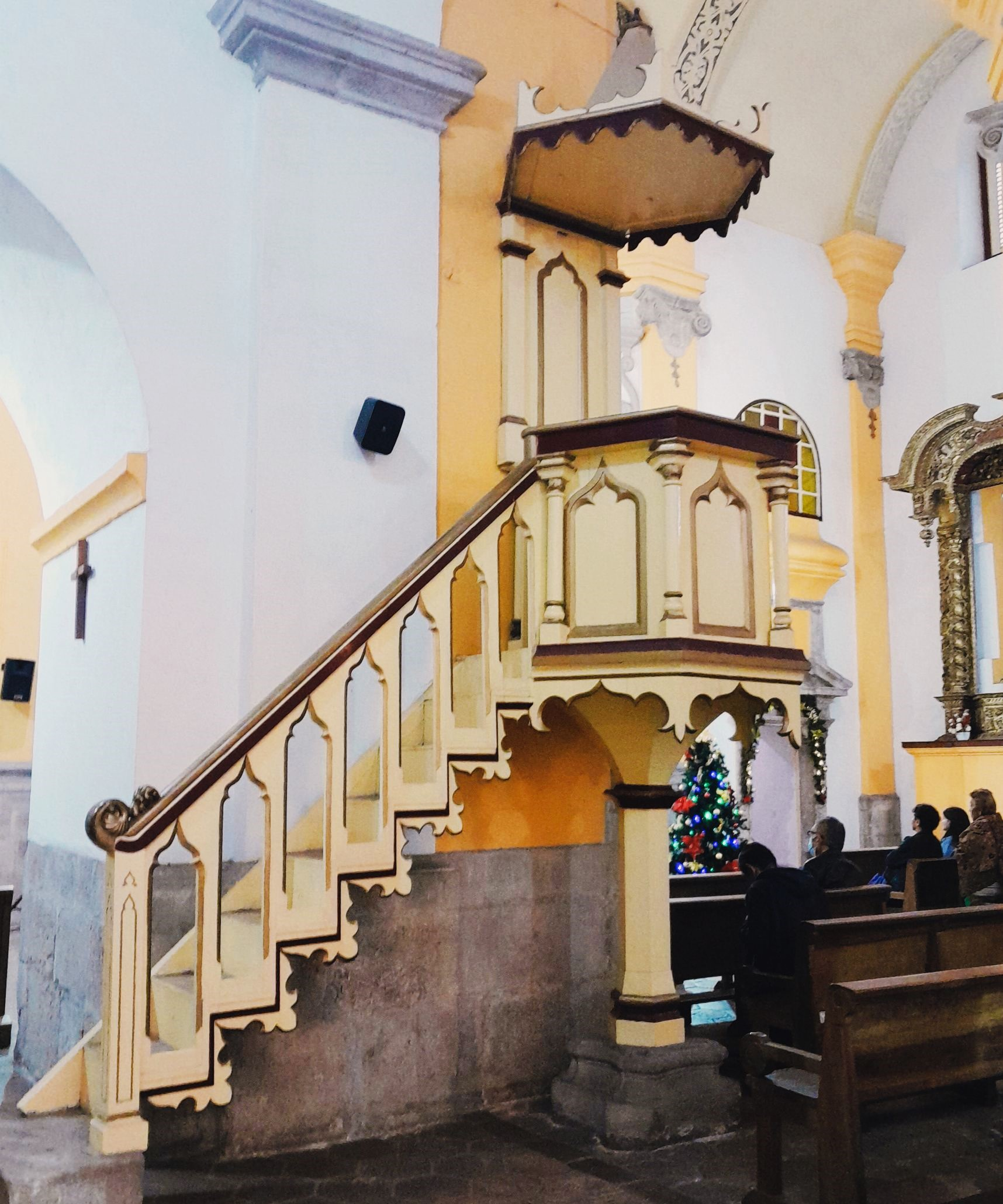
Púlpito del templo

Se encuentra empotrado en el pilar suroccidente que sostiene tanto el arco toral como la cúpula de la iglesia, es una obra realizada bajo los lineamientos de la arquitectura neogótica, alejándose abruptamente del tradicional barroco de casi todo el centro histórico, sin embargo, aun contiene ciertos elementos que rememoran aquella época.
La escalera de acceso da hacia la nave del Evangelio, su baranda está adornada con siete arcos ojivales, el pedestal tiene una base en piedra sobre la que se sustenta una columna que la une con la cazuela o también conocido como flamero. 
La tribuna se constituye en forma hexagonal con cada una de sus caras ornamentada con arquerías de tipo conopial trilobular separadas por pilastras. 
La cátedra sobre la pared es la que une el conjunto con el tornavoz con seis ángulos embellecido por flores de lis en cada una de sus puntas y siendo todo coronado por una cúpula de tipo cono.

## Obras destacadas
Entre las imágenes de gran valor de este templo están: la de Nuestra Señora de Loreto, el Cristo de la Buena Muerte, la de San Felipe Neri, traída de Nápoles. Esta iglesia como todas las de Popayán fue riquísima en ornamentos y joyas que fueron expropiados y saqueados por Antonio Nariño.

## Semana Santa

### Primera Procesión de Domingo de Ramos
Dedicada al Señor del Triunfo, que era una talla de Cristo montado sobre un asno recordando su entrada triunfal en Jerusalén (actualmente se desconoce el paradero de la imagen), esta procesión se venía realizando desde los tiempos coloniales hasta el año de 1900, debido a los problemas y destrucción que trajo consigo el terremoto de 1885. Partía desde la Catedral Basílica Nuestra Señora de la Asunción y terminada en la Iglesia de San José. Recorría el centro de la ciudad, acudiendo gran número de feligreses con palmas especialmente los indios de los pueblos vecinos (Yanaconas, Puelenje, Julumito, El Tambo y Puracé). Tal como lo relata el cronista José María Vergara y Vergara en 1858.
Este desfile fue reemplazado por la actual procesión que desciende desde el Santuario de Belén por los Quingos y hasta el atrio de la Catedral, bajando los pasos de El Señor Caído y de El Santo Ecce Homo, intuida por el arzobispo de ese entonces monseñor Manuel José Caycedo en el año 1909, al mismo tiempo que desaparecía la del Lunes Santo.

### Procesión de Lunes Santo
Durante la época final de la existencia de esta procesión, tuvo como locación provisional la Iglesia de San José, dado que a consecuencia del terremoto de 1885 que afectó en especial medida a la tradicional sede del desfile que era la Catedral Basílica Nuestra Señora de la Asunción, recibiendo así el templo la decadente procesión que venía en declive por diversos factores entre los que se destaca la guerra civil de 1876 cuando algunas familias huyeron de Popayán hacia Ecuador.
El traslado de la procesión a la Iglesia de San José con el fin de salvarla, fue en vano puesto que en 1906 terminó por extinguirse este desfile por la falta de apoyo económico y organizativo. Según refiere José María Vergara y Vergara, y Jaime Fletcher, los pasos que hacían parte de esta procesión eran:
Orden del desfile:
- Arcángel San Miguel. (Perteneciente a la catedral y trasladado a la iglesia de San Agustín)
- San Juan. (perteneciente al calvario de la Catedral de Popayán)
- La Magdalena. (paradero desconocido)
- La Verónica. (paradero desconocido)

- La oración en el Huerto. (Amo Jesús del templo de San Camilo. (Paradero desconocido))
- La Negación de San Pedro. (Perteneciente a la Catedral de Popayán en ese momento. Hoy en día pertenece al Templo de San Agustín)
- El Amo Caído. (Bajado en procesión desde el Santuario de Belén el Domingo de Ramos y devuelto en procesión al finalizar la semana santa)
- El Santo Ecce Homo. (Bajado en procesión desde el Santuario de Belén el Domingo de Ramos y devuelto en procesión al finalizar la semana santa)
- La cruz a cuestas o el Nazareno. (Amo Jesús de la Catedral, figura de origen italiana que era puesta de pie y se le adjuntaba la cruz. En la actualidad hace parte del paso El Despojo de Miércoles Santo).
- El Santo Cristo de las Angustias. (Ofrecido en venta al pueblo de El Bordo - Cauca en 1914. Sin embargo, no se vendió y hoy forma parte del paso del Calvario de Martes Santo)
- Nuestra Señora de los Dolores. (Inicialmente perteneció a la Familia Diago Gortaire pero fue donada en 1946 a Monseñor Juan Manuel González quien la puso en el calvario de la Catedral. (Sus andas fueron donadas a la iglesia de Julumito y los paramentos entregados al paso de la Cruz a cuestas del Jueves Santo)

### Procesión Chiquita
Actualmente, la Iglesia sirve como sede de una procesión infantil realizada por la familia Paz Valencia con pasos e imágenes a pequeña escala por las calles del sector histórico de la ciudad en horas de la tarde. El desfile inicia y termina en este templo.
Esta procesión esta hermanada con la ciudad italiana de Caltanissetta de la Real maestranza de Sicilia.
Orden del desfile:
- San Juan Evangelista.
- La Magdalena.
- La Verónica.
- El señor del huerto.
- El prendimiento.
- La negación.
- La sentencia.
- Los azotes.
- El señor caído.
- La coronación.
- El amo ecce homo.
- La cruz a cuestas.
- El señor del perdón.
- La crucifixión.
- El cachorro (El señor de la expiración).
- La piedad.
- El santo sepulcro.
- 'Nuestra Señora de los Dolores.'

### Actualidad
Hoy en día, además de la procesión chiquita, la iglesia también custodia desde el día que se arma hasta que desfila, el paso de 'Nuestro Señor Jesucristo Resucitado', una obra del maestro Alcides Montesdeoca y realizada en la ciudad de San Antonio de Ibarra en el año 1998, siendo inspirada en la de la Hermandad de la Resurrección de la ciudad de Sevilla. Actualmente este Cristo sale a procesionar en la Procesión dedicada en su honor durante la noche del Sábado Santo y con sede en la Catedral Basílica de Nuestra Señora de la Asunción.